# The Singing Marine
The Singing Marine é um filme musical estadunidense de 1937 dirigido por Ray Enright e Busby Berkeley e estrelado por Dick Powell.

## Elenco
- Dick Powell como Soldado Robert Brent
- Doris Weston como Peggy Randall
- Lee Dixon como Cabo Slim Baxter
- Hugh Herbert como Aeneas Phinney / Clarissa
- Jane Darwell como "Ma" Marine
- Allen Jenkins como Sargento Mike Kelly
- Larry Adler como ele mesmmo
- Marcia Ralston como Helen Young
- Guinn 'Big Boy' Williams como Dopey
- Veda Ann Borg como Diane
- Jane Wyman como Joan
- Berton Churchill como J. Montgomery Madison
- Eddie Acuff como Sam
- Henry O'Neill como Capitão Skinner
- Addison Richards como Felix Fowler
- Ward Bond, Richard Loo, e Doc Rockwell como eles mesmos